# Interdisziplinäres Kolleg Günne
Das Interdisziplinäre Kolleg Günne ist eine einwöchige Frühjahrsschule, die jedes Jahr in Günne am Möhnesee stattfindet. Das Kursprogramm setzt sich zusammen aus den Bereichen Künstliche Intelligenz, Neurobiologie, Kognitionswissenschaft und Neuroinformatik.

## Geschichte und Programm
Das IK ist aus der Künstliche Intelligenz Frühjahrsschule (KIFS) hervorgegangen. Das erste IK fand 1997 statt. 1999 gab es kein IK. Seit 2000 findet das IK jährlich statt.
Veranstalterin des Interdisziplinären Kollegs (IK) ist die Gesellschaft für Informatik.
Das Programm des Interdisziplinären Kolleg Günne setzt sich aus Grund-, Methoden-, Praxis- und Spezialkursen zusammen, wobei jeweils ein Basiskurs aus jedem der vier Themenbereiche Künstliche Intelligenz, Neurobiologie, Kognitionswissenschaft und Neuroinformatik stammt. Die Spezialkurse beleuchten das jeweilige Fokusthema aus Sicht der vier Disziplinen. Die Kurse auf dem IK bestehen in der Regel aus mehreren Sessions und ermöglichen so ein tieferes Einsteigen in die Themen. Abgerundet wird das Programm durch eine Postersession, Abendvorträge und Diskussionsveranstaltungen.
Veranstaltungsort ist die Familienbildungsstätte KAB-Heinrich-Lübke-Haus in Günne am Möhnesee.

## Themenschwerpunkte
- 2000: Sehen und Handeln
- 2001: Kommunikation
- 2002: Autonomie und Emotion
- 2003: Applications, Brains and Computers
- 2004: Body and Motion
- 2005: Real, Mental and Virtual Space
- 2006: Learning
- 2007: Embodied Minds
- 2008: Cooperation
- 2009: Rhythm and Timing
- 2010: Play, Act, Learn
- 2011: Autonomy, Decisions & Free Will
- 2012: Emotion and Aesthetics
- 2013: Wicked Problems, Complexity & Wisdom
- 2014: Cognition 3.0 – the Social Mind in the Connected World
- 2015: Complete Cognitive Architectures
- 2016: Transitions and Transformations in Cognition, Biology, and Interactive Systems
- 2017: Creativity and Intelligence in Brains and Machines – From Individuals to Societies
- 2018: Me, my Self, and I
- 2019: Out of Your Senses – From Data to Insight
- 2020: Curiosity, Risk & Reward are Shaping Autonomous Intelligence
- 2021: Connected in Cyberspace
- 2022: Flexibility
- 2023: Minds, Bodies, and Things
- 2024: Resilience, Robustness, Responsibility
- 2025: Augmenting Minds and Bodies